# Hrubá Voda zastávka
Hrubá Voda zastávka – przystanek kolejowy w Hrubej Vodzie, w kraju ołomunieckim, w Czechach. Znajduje się na wysokości 330 m n.p.m. i leży na linii kolejowej nr 310.